# Mistrzostwa Polski w Biathlonie Letnim 2020
Mistrzostwa Polski w biathlonie letnim 2020 odbyły się w Dusznikach-Zdroju w dniach 3 – 6 września 2020 roku. O tytuł Mistrza Polski biathloniści rywalizowali w trzech konkurencjach sprincie, biegu indywidualnym oraz biegu ze startu wspólnego.

## Terminarz i medaliści
| Data       | Konkurencja                | Złoto                                                     | Srebro                                              | Brąz                                              |
| 04.09.2020 | Bieg indywidualny kobiet   | Kinga Zbylut BKS WP Kościelisko                           | Magda Piczura BKS WP Kościelisko/SMS Zakopane       | Daria Gembicka Lider Katowice/BOSSM Wodzisław Śl. |
| 04.09.2020 | Bieg indywidualny mężczyzn | Wojciech Filip AZS AWF Wrocław/BOSSM Czarny Bór           | Przemysław Pancerz AZS AWF Wrocław/BOSSM Czarny Bór | Wojciech Janik AZS AWF Wrocław/BOSSM Czarny Bór   |
| 05.09.2020 | Sprint kobiet              | Natalia Tomaszewska AZS AWF Katowice/SMS Zakopane         | Kinga Zbylut BKS WP Kościelisko                     | Joanna Jakieła BKS WP Kościelisko/SMS Zakopane    |
| 05.09.2020 | Sprint mężczyzn            | Tomasz Jakieła BKS WP Kościelisko                         | Wojciech Filip AZS AWF Wrocław/BOSSM Czarny Bór     | Marcin Szwajnos BKS WP Kościelisko/SMS Zakopane   |
| 06.09.2020 | Bieg masowy kobiet         | Magda Piczura BKS WP Kościelisko/SMS Zakopane             | Kamila Cichoń Górnik Iwonicz-Zdrój                  | Klaudia Cichoń Górnik Iwonicz-Zdrój               |
| 06.09.2020 | Bieg masowy mężczyzn       | Marcin Zawół Karkonosze Jelenia Góra/SMS Szklarska Poręba | Marcin Szwajnos BKS WP Kościelisko/SMS Zakopane     | Wojciech Skorusa BKS WP Kościelisko/SMS Zakopane  |